# Pirapora do Bom Jesus
Pirapora do Bom Jesus is een gemeente in de Braziliaanse deelstaat São Paulo. De gemeente telt 15.706 inwoners (schatting 2009).

## Geografie

### Hydrografie
De plaats ligt aan de rivier de Tietê die ook deel uitmaakt van de gemeentegrens. De Tietê vormt hier ook het stuwmeer Barragem de Pirapora do Bom Jesus. De rivier de Juqueri mondt hier uit in het stuwmeer en maakt ook deel uit van de gemeentegrens.

### Aangrenzende gemeenten
De gemeente grenst aan Araçariguama, Cabreúva, Cajamar, Jundiaí en Santana de Parnaíba.